# Hermanssonia
Hermanssonia Zmitr. – rodzaj grzybów z rodziny strocznikowatych (Meruliaceae).

## Systematyka i nazewnictwo
Pozycja w klasyfikacji według Index Fungorum: Meruliaceae, Polyporales, Incertae sedis, Agaricomycetes, Agaricomycotina, Basidiomycota, Fungi.
Gatunki:
- Hermanssonia centrifuga (P. Karst.) Zmitr. 2018 – tzw. żylak wielobarwny
- Hermanssonia fimbriata Z.B. Liu & Y.C. Dai 2022[2]

Wykaz gatunków i nazwy naukowe na podstawie Index Fungorum. Nazwa polska według Władysława Wojewody.